# Володята (Кировская область)
 Володята  — деревня в Афанасьевском районе Кировской области в составе Бисеровского сельского поселения.

## География
Расположена на расстоянии примерно 21 км на север по прямой от районного центра поселка  Афанасьево на правобережье реки Кама.

## История
Известна с 1891 года как починок Володятский (Володянская) на 8 семей, в 1905 году здесь (деревня Володятское) 20 дворов и 133 жителя, в 1926 28 и 140, в 1950 11 и 41, в 1989 проживало 48 человек. Настоящее название утвердилось с 1978 года.  

## Население
Постоянное население составляло 28 человек (русские 96%) в 2002 году, 21 в 2010.